# 讷夫梅尼勒
讷夫梅尼勒（法語：Neuf-Mesnil，法語發音：[nœf mɛnil]）是法国上法兰西大区诺尔省的一个市镇，位于该省东部，属于埃尔普河畔阿韦讷区。

## 地理
讷夫梅尼勒（50°15'58"N, 3°54'28"E）面积1.21 平方千米，位于法国上法蘭西大區北部省，该省份为法国最北部的省份及最长的省份，西北濒北海，西接加来海峡省，南至埃纳省和索姆省，东与比利时接壤。
与讷夫梅尼勒接壤的市镇（或旧市镇、城区）包括：费尼、莫伯日、欧蒙、卢夫鲁瓦勒。

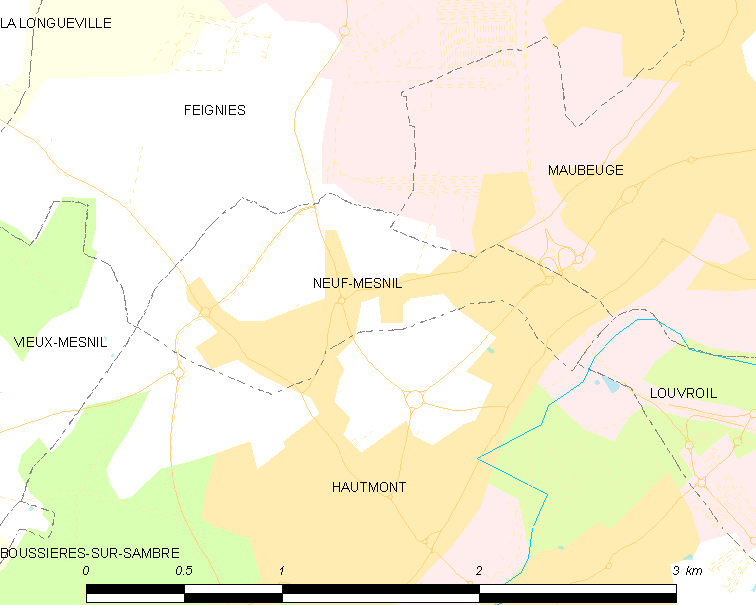
讷夫梅尼勒的OSM定位图

讷夫梅尼勒的时区为UTC+01:00、UTC+02:00（夏令时）。

## 行政
讷夫梅尼勒的邮政编码为59330，INSEE市镇编码为59424。

## 政治
讷夫梅尼勒所属的省级选区为欧努瓦-艾姆里县。

## 人口

1962-2008年间讷夫梅尼勒人口变化图示

讷夫梅尼勒于2022年1月1日时的人口数量为1296人。